# Jacob Wulff
Jacob Wulff, född 3 mars 1750 i Vånga församling, Östergötlands län, död 29 december 1800 i Klara församling, Stockholms län, gift 1797 med Jacobina Margaretha Boman, var en svensk arkitekt och tecknare.

## Biografi
Föddes i Vånga församling av komministern Jacob Wulff och Christina Münchenberg.
Tjänstgjorde som konduktör (andre arkitekt) vid Öfverintendentsämbetet i Stockholm. Från 1793 var han också lärare vid Konstakademiens ornamentskola. Det finns även en uppgift om att han varit ritmästare i Uppsala. Han dog i Stockholm av lungsot.

## Verk
- Hargs kyrka, Uppland: Fasadritning till Jonas Ekengrens piporgel 1778-1779.
- Börstils kyrka, Uppland: Fasadritning till Olof Schwans orgel 1783.
- Kvillinge kyrka, Östergötland: Revidering av kyrkoritning 1783.
- Lönsås kyrka, Östergötland: Fasadritning till Pehr Schiörlins orgel 1789.
- Tåby kyrka, Östergötland: Plan och fasad signerade 1788. Uppförd 1788-89.
- Våmhus kyrka, Dalarna: Förslag - troligen av Jacob Wulff - till ny kyrkobyggnad under 1780-talet.
- Misterhults kyrka, Småland: Fasadritning till Pehr Schiörlins orgel 2794.
- Älghults kyrka, Småland: Ritning till ny salkyrka 1799.
- Rappestads kyrka, Östergötland: Justering 1800-1802 av Erik Fredbergs nybyggnadsritningar.
- Köpings kyrka, Öland: Ritning till ny salkyrka med torn ca 1805. Kyrkan, förutom tornet, riven 1953.
- Nationalmuseum[6], Stockholm: Två teckningar, den ena med landskapsmotiv, ingår i museets gravyrsamling.